# Eugenia tapirorum
Eugenia tapirorum är en myrtenväxtart som beskrevs av Paul Carpenter Standley. Eugenia tapirorum ingår i släktet Eugenia och familjen myrtenväxter.
Artens utbredningsområde är Honduras. Inga underarter finns listade i Catalogue of Life.